# Flemingia kerrii
Flemingia kerrii är en ärtväxtart som beskrevs av William Grant Craib. Flemingia kerrii ingår i släktet Flemingia och familjen ärtväxter. Inga underarter finns listade i Catalogue of Life.